# Ван Япин
Ван Япи́н (кит. упр. 王亚平, пиньинь Wáng Yàpíng; род. 27 января 1980, Яньтай, пров. Шаньдун, КНР) — вторая китайская женщина-тайконавт (космонавт) и первая, вышедшая в открытый космос (2021); старший полковник ВВС КНР (лётчик второго класса ВВС НОАК).

## Биография
Родилась в 1980 в посёлке Чжангэчжуан района Фушань города Яньтай провинции Шаньдун, по национальности – хань. У неё есть две младшие сестры.
В 1997 поступила в Высшее военное авиационное училище в городе Чанчунь, которое окончила с отличием в 2001 году в составе 7-й женской группы пилотов (военно-транспортная авиация). На службе в вооруженных силах с 1997 года. С 2001 служила летчиком военно-транспортной авиации ВВС НОАК. Была заместителем командира авиационной эскадрильи, имеет налёт 1567 часов. С 2011 года – майор ВВС НОАК.
Среди выполненных ею задач – разгон облаков на церемонии открытия Пекинской Олимпиады, участие в спасательной операции после разрушительного землетрясения в уезде Вэньчуань пров. Сычуань, участие в борьбе с засухой в пров. Шаньдун
С мая 2000 член КПК.
В мае 2010, когда в КНР состоялся второй набор тайконавтов и впервые были открыты вакансии для женщин, вошла в первую группу женщин-тайконавтов. В начале 2012 прошла отбор и была включена в один из двух предполагаемых экипажей космического корабля «Шэньчжоу-9». Как потом выяснилось в результате экзаменов, оказалась в резервном экипаже и была дублёром вместе с Не Хайшэном и Чжан Сяогуаном.
Экипаж дублёров продолжил занятия в том же составе и весной 2013 был утверждён основным экипажем КК «Шэньчжоу-10».

## Космические полёты
Совершила свой первый космический полёт 13—26 июня 2013 года на корабле «Шэньчжоу-10» лаборантом-исследователем, став второй космонавткой Китая после Лю Ян. В процессе полёта Ван Япин провела урок из космоса с китайскими школьниками. Утром 26 июня планово вернулась на Землю.
Совершив данный космический полёт, стала представителем самого молодого в мире поколения космонавтов (1980 года рождения), и до полета Х. Аль-Мансури была самой молодой по дате рождения из летавших в космос людей в XXI веке.
27 июля 2013 ей была вручена медаль «За заслуги в области космонавтики» 3-й степени. Кроме того ей было присвоено почетное звание «Космонавт-герой». С конца 2013 является подполковником.
После полёта продолжила работу в отряде космонавтов.
Весной 2021 года вошла в дублирующий экипаж корабля «Шэньчжоу-12» (первой экспедиции на китайскую орбитальную станцию «Тяньгун»), и 15 октября 2021 стартовала на КК «Шэньчжоу-13» в должности пилота-оператора, и работала на борту станции. В ходе полёта совершила 7 ноября 2021 года выход в открытый космос продолжительностью 6 часов 25 минут, став первой тайконавткой, работавшей в открытом космосе.
Статистика
| # | Стартовый корабль | Старт, UTC        | Экспедиция               | Корабль посадки | Посадка, UTC      | Налёт                      | Выходы в открытый космос | Время в открытом космосе |
| - | ----------------- | ----------------- | ------------------------ | --------------- | ----------------- | -------------------------- | ------------------------ | ------------------------ |
| 1 | Шэньчжоу-10       | 11.06.2013, 09:10 | Шэньчжоу-10, «Тяньгун-1» | Шэньчжоу-10     | 26.06.2013, 09:37 | 14 суток 14 часов 29 минут | 0                        | 0                        |
| 2 | Шэньчжоу-13       | 15.10.2021, 16:23 | Шэньчжоу-13, «Тяньгун»   | Шэньчжоу-13     | 16.04.2022, 01:56 | 182 суток 9 часов 32 минут | 1                        | 6 часов 25 минут         |
|   |                   |                   |                          |                 |                   | 197 суток 0 часов 1 минута | 1                        | 6 часов 25 минут         |

## Семейное положение
Замужем (муж – лётчик, Чжао), воспитывает дочь 2016 г.р.